# 米爾福德 (緬因州普查規定居民點)
米爾福德（英語：Milford）是位於美國緬因州佩諾布斯科特縣的一個普查規定居民點。

## 人口
根據2020年美國人口普查的數據，米爾福德的面積為8.76平方千米，當中陸地面積為8.66平方千米，而水域面積為0.10平方千米。當地共有人口211人，而人口密度為每平方千米24.09人。